# 6e régiment de chasseurs à cheval (France)
Pour les articles homonymes, voir 6e régiment.
Le 6e régiment de chasseurs à cheval, ou 6e régiment de chasseurs, est une unité de cavalerie légère de l'Armée de terre française créé sous la Révolution à partir du régiment des chasseurs du Languedoc, un régiment de cavalerie français d'Ancien Régime. Il est aujourd'hui dissous.

## Création et différentes dénominations
- 1676 : Languedoc-dragons
- 1788 : Chasseurs du Languedoc
- 1791 : 6e Régiment de Chasseurs à Cheval
- 1814 : Chasseurs de Berry
- 1815 : 6e Régiment de Chasseurs à Cheval
- 30 novembre 1815 : Dissous
- 1816 : Chasseurs de Charente
- 1825 : 6e Régiment de Chasseurs à Cheval
- 1831 : Dissous (1er chasseurs)
- 1928 : Dissous
- 1er juillet 1964 : Recréé le 6e Régiment de Chasseurs est le régiment dérivé du 7e Régiment de Chasseurs
- 1973 : Le 102e RI, régiment dérivé du 501e RCC prend le nom de 6e Régiment de Chasseurs.
- 30 juin 1998 : Dissous

## Chefs de corps
- 1788 : Comte du Manoir de Juaye[1]
- 1791 : colonel Boniface-Louis-André Castellane-Novejean
- 1792 : colonel Charles Auguste Philippe Lefort
- 1793 : Chef-de-Brigade Jacques Drouhot
- 1794 : Chef-de-Brigade Jean Joseph Ange d'Hautpoul
- 1794 : Chef-de-Brigade Joseph Marie Laffon - colonel en 1803
- 1808 : colonel François Ledard
- 1809 : colonel Guillaume-Joseph Eulner
- 1809 : colonel François Ledard
- 1812 : colonel Auguste-Frédéric De Talhouët de Bonamour
- 1813 : colonel Paul-Eugène de Faudoas-Barbazan
- 1816 : Comte de Fontevilles
- 1824 : Comte de Chateignier
- 1830 : Ducastel
- 1831 : Biot
- 1832 : Tessier
- 1832 : de Bourjolly de Sermouze
- 1835 : colonel Michel-Aloys Ney
- 1846 : Delorme
- 1852 : Dalmas de Lapérouse
- 1859 : colonel Gondrecourt (Aristide de)
- 1863 : Gayault de Maubranches
- 1869 : Marquis de Sonis
- 1869 : Bonvoust
- 1869 : Maillard de Landreville
- 1872 : Ney d'Elchingen
- 1875 : de Joybert
- 1876 : Lardenois
- 1882 : Marquis de Sesmaisons
- 1887 : de Ville
- 1894 : vicomte Duhesme
- 1900 : Dimier de la Brunetière
- 1906 : Brevillac
- 1913 : Savinien de Boubée de Gramont
- 1914 : Colonel Louis Seigneur
- 1915 : Tinel
- 1917 : Joseph, baron Hoquetis
- 1917 : de Marcieu
- 1918 : Gossart

## Historique des garnisons, combats et bataille

### Guerres de la Révolution et de l'Empire
Le 6e régiment de chasseurs a fait les campagnes de 1792 à 1794 à l’armée du Nord. Ce corps faisait partie de la garnison de Mayence en 1793.

Campagnes des ans IV et V à l’armée de Sambre-et-Meuse ; an VI à l’armée de Mayence ; an VII aux armées de Mayence, du Danube et de Naples ; ans VIII et IX à l’armée du Rhin. Faits d’armes : bataille d’Altenkirchen, passage de la Lahn et affaire de Zull, les 4 juin, 10 juillet et 15 août 1796 ; bataille d’Hochstedt et passage du Danube, les 19 et 22 juin 1800.
Le 6e régiment de chasseurs à cheval a fait les campagnes de l’an XII à l’armée d’Italie ; de l’an XIII à 1806 à l’armée de Naples ; 1807 et 1808 à l’armée d’Italie ; 1809 aux armées d’Italie et d’Allemagne ; 1810 et 1811 à l’armée d’Italie ; 1812 au corps d’observation de l’Elbe (3e division de cavalerie de réserve de la Grande Armée) ; 1813 à la 3e division de réserve de cavalerie et au 2e corps de cavalerie de la Grande Armée ; 1814 au 1er corps de cavalerie ; 1815 au 2e corps d’armée.

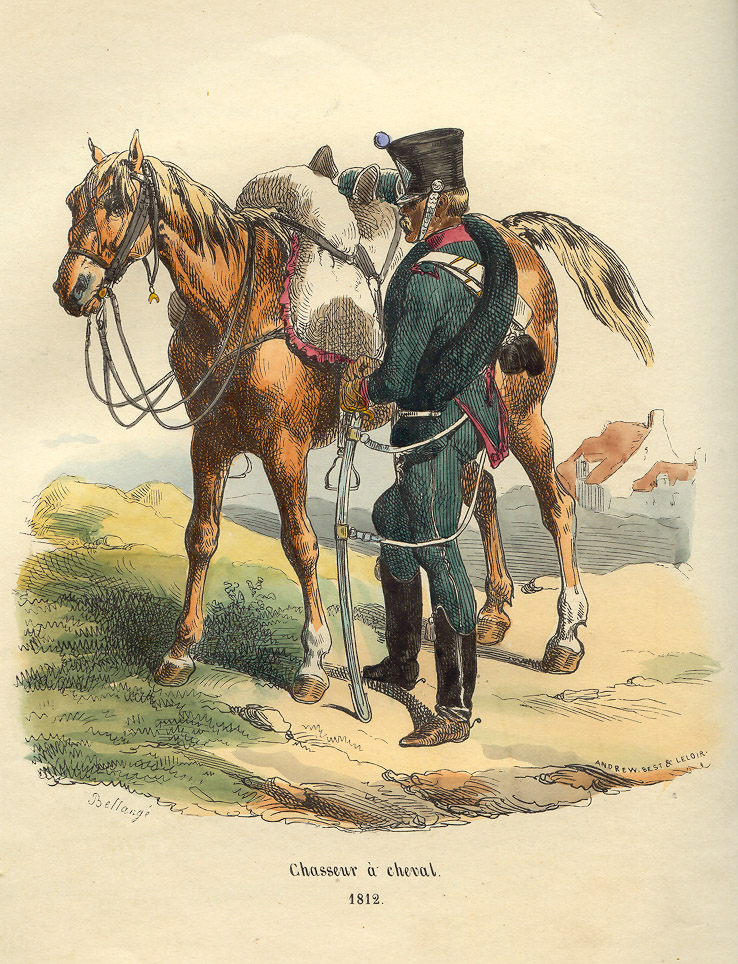
Chasseur à cheval de la Grande Armée, gravure de Bellangé illustrant l’Histoire de Napoléon de Laurent de l’Ardèche, 1843.

Uniformes
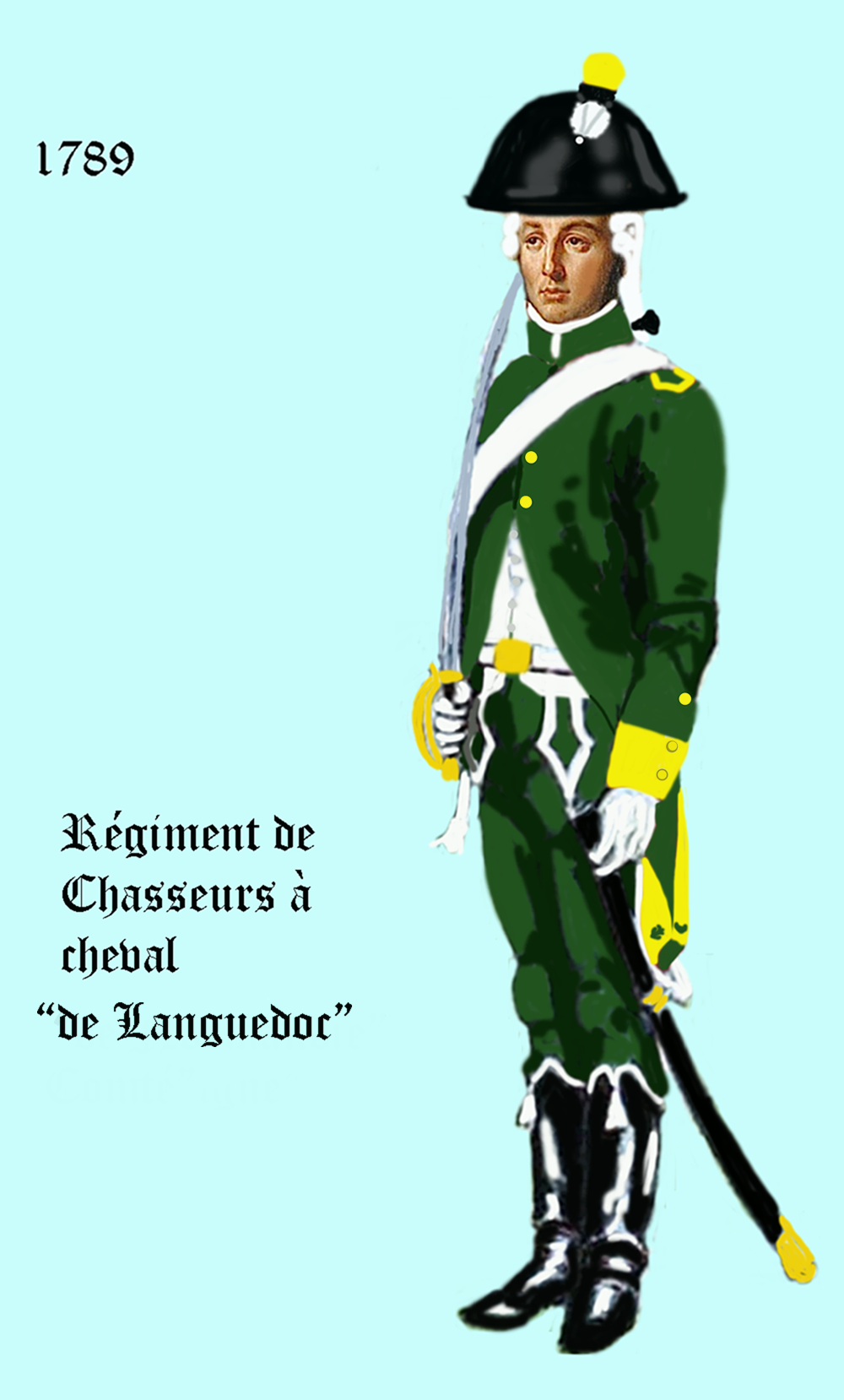
régiment de chasseurs à cheval de Languedoc de 1789 à 1791
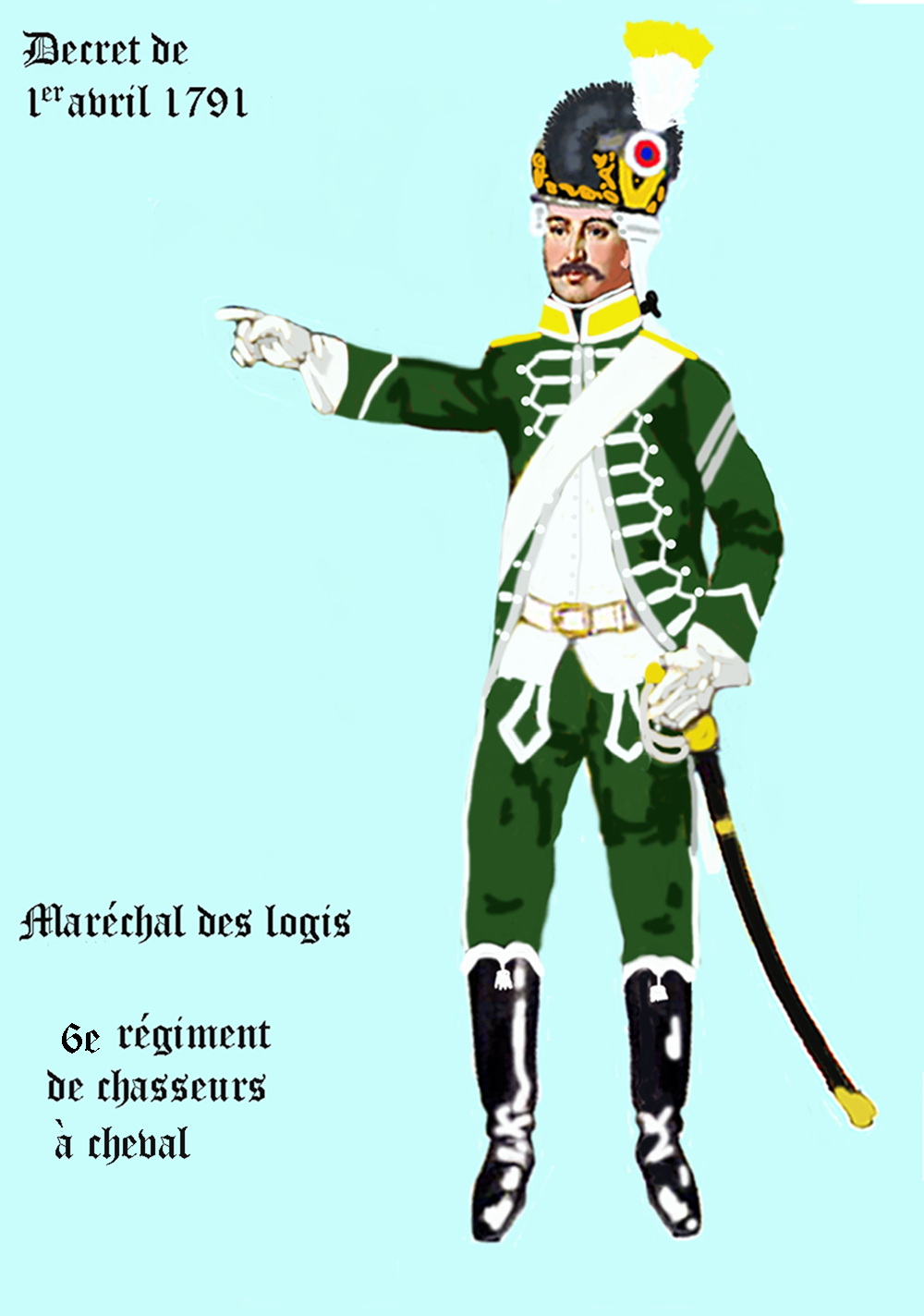
6e régiment de chasseurs à cheval par décret de 1791

- 1792-1795 : Armée du Nord, Armée de Belgique, Bataille de Jemappes
- 1796-1797 : Armée de Sambre-et-Meuse
- 1798-1798 : Armée de Mayence, du Danube et du Rhin
- 1799 : Armée du Danube
  - Bataille de Stockach
- 1800 : Armée du Rhin
- 1803-1809 : Armée d'Italie
- 1809 : Campagne d'Allemagne
  - Bataille de Wagram
- 1812 : Campagne de Russie
  - Bataille de Smolensk, bataille de la Moskova, bataille de Maloïaroslavets
- 1813 : Campagne d'Allemagne
- 1814 : Campagne de France
  - 14 février 1814 : Bataille de Vauchamps
- 1815 : 
  - Campagne de Belgique
  - Bataille de Rocquencourt

### Restauration, Monarchie de Juillet
- 1831-1865 : en garnison à Lunel - Carcasonne - Sarreguemines

### Second Empire

Trompette du 6e chasseurs à cheval en 1866.

- 1865-1869 : en garnison en Algérie

#### 1870-71:Guerre franco-prussienne de 1870

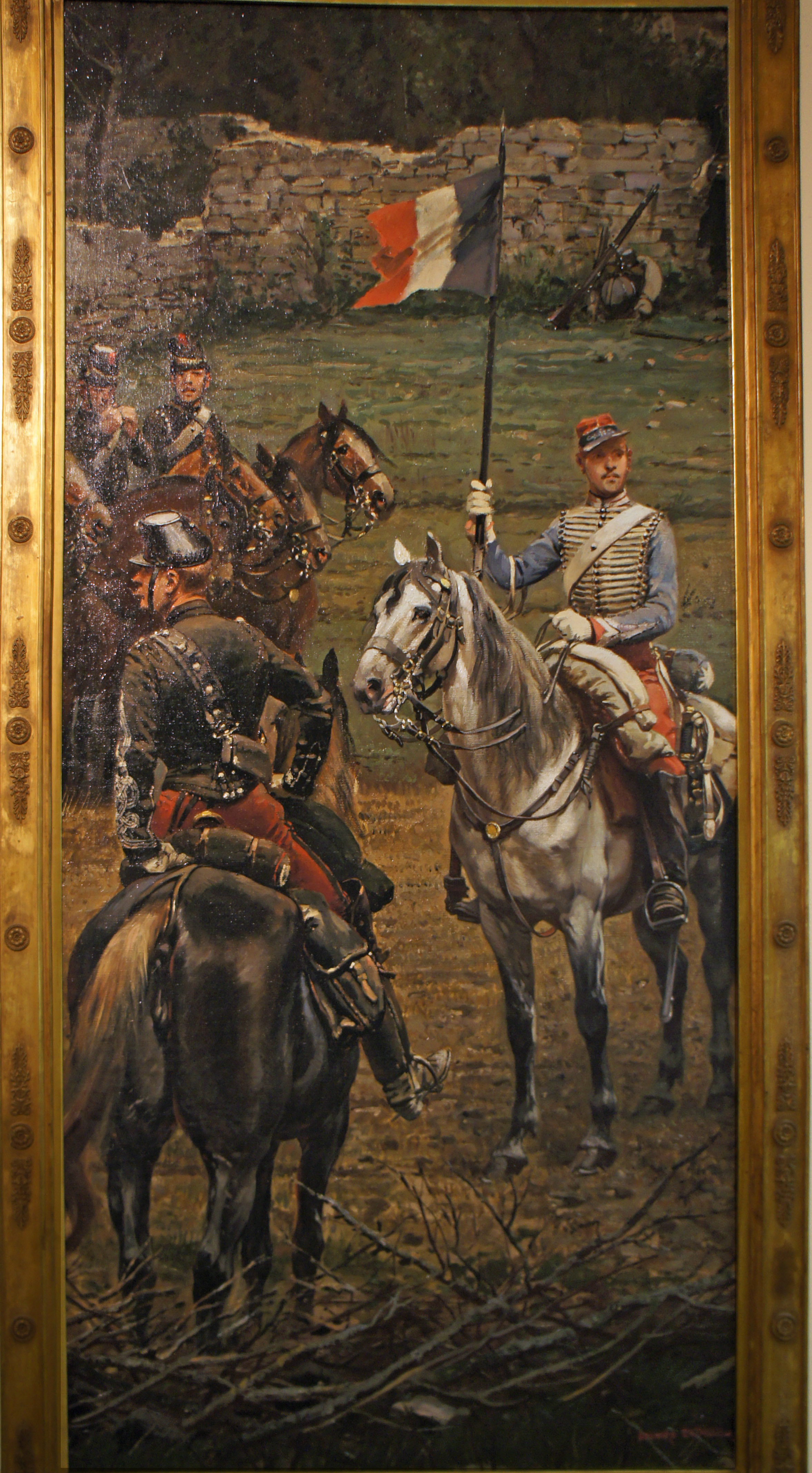
À gauche, le capitaine commandant le détachement du 6e régiment de chasseurs à cheval chargé d'escorter le général Canrobert lors de la bataille de Mars-la-Tour, avec le porte-drapeau du général à droite.

- Au 1er août 1870 : le 6e régiment de chasseurs à cheval fait partie de l'Armée du Rhin.

Avec le 1er régiment de hussards du colonel de Bauffremont, le 6e forme la 1re brigade aux ordres du général Tillard. Cette 1re brigade avec la 2e et 3e brigade, une réserve d'artillerie constituent la division de cavalerie commandée par le général de division de Salignac-Fénélon. Cette division de cavalerie évolue au sein du 6e Corps d'Armée ayant pour commandant en chef le maréchal Certain-Canrobert.
- Au 17 août 1870 : le 6e régiment de chasseurs à cheval fait partie de l'armée de Châlons.

Avec le 1er régiment de hussards du colonel de Bauffremont, le 6e forme la 2e brigade aux ordres du général Tillard. Cette 2e brigade avec la 1re brigade, deux batteries à cheval constituent la 1re division de cavalerie commandée par le général de division Margueritte. Cette division de cavalerie évolue au sein de la Réserve de Cavalerie de l'armée de Châlons ayant pour commandant en chef le maréchal de Mac-Mahon, duc de Magenta.
- - Bataille de Sedan

### IIIeRépublique jusqu'à la Première Guerre mondiale
Durant la Commune de Paris en 1871, le régiment participe avec l'armée versaillaise à la semaine sanglante.
- 1871-1914 : en garnison à Lille

En 1910, ce régiment est caserné à Lille.

### Première Guerre mondiale

#### 1914
28 août au 8 septembre 1914 : Siège de Maubeuge. Deux escadrons du régiment sont intégralement faits prisonniers par l'armée allemande
- 1914 : Dinant — Première bataille de la Marne — Bataille de l'Yser[3].

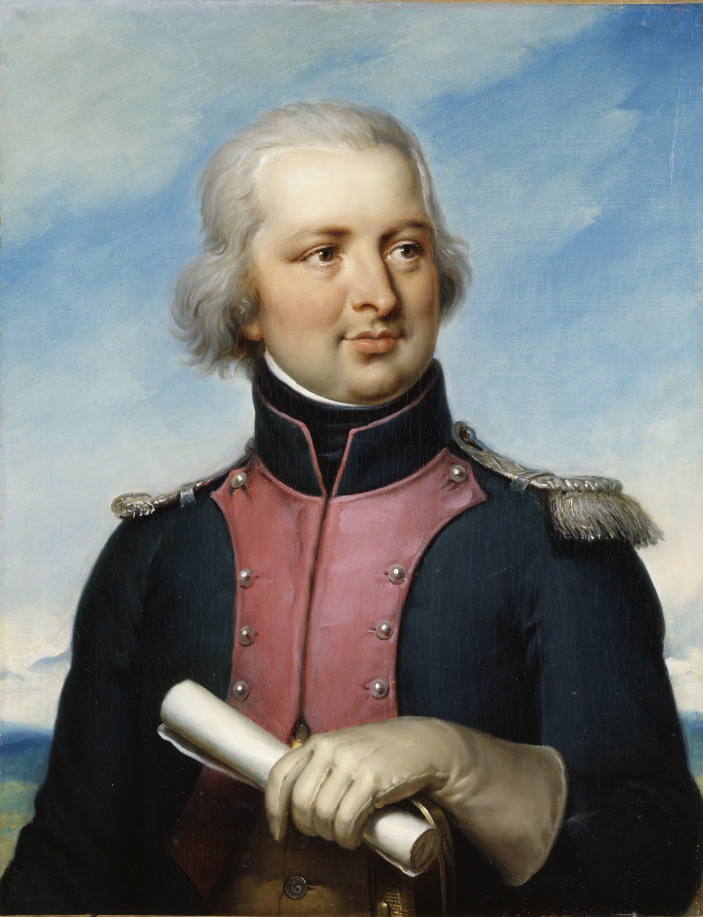
Gabriel-Marie-Theodore-Joseph d'Hédouville, Capitaine au 6e de Chasseurs à Cheval en 1792, Jean-Baptiste Paulin Guérin, 1835, musée national des châteaux de Versailles et de Trianon.

#### 1915
- 1915 : Cavaliers de Courcy.

#### 1916
- 1916 : Bataille de Verdun — Bataille de la Somme.

#### 1917
- 1917 : Bataille de l'Yser.

#### 1918
- 1918 : Villers-Cotterêts — Deuxième bataille de la Marne

### Entre-deux-guerres
- 1918-1923 : en garnison à Lille
- 1923-1924 : en garnison à Lille et Saint-Omer avec un escadron à Aire-sur-la-Lys
- 1924-1928 : en garnison à Lille

### De 1945 à nos jours
- 1er juillet 1964 - 30 juin 1967 : en garnison à Arras
- 1er juillet 1967 - 30 juin 1998 : en garnison à Rambouillet

## Étendard
Il porte, cousues en lettres d'or dans ses plis, les inscriptions suivantes :
- Jemmapes 1792
- Fleurus 1794
- Wagram 1809
- La Moskowa 1812
- Belgique 1914
- La Marne 1914-1918

## Insignes
- Héraldique :

Le fond de l'insigne rappelle que le 6e chasseurs descend directement de « Languedoc-Dragons ».
À sa création en 1676, ce régiment avait un galon de livrée à raies bleues et blanches. Ses étendards étaient jaunes, couleur qui évoque aussi le 6e chasseurs d'Afrique à l'insigne duquel est emprunté le phénix, symbole de la devise « Toujours renaît ».
- Description :

« Écu français ancien. Parti au 1 burelé d'azur et de neige, au 2 de jonquille. A la campagne de sinople chargée d'un grelier d'argent enserrant le chiffre 6 du même. Brochant sur la partition, un phénix de sable sur son immortalité de gueules. »

## Personnages célèbres ayant servi au6eRCC
- Gabriel Marie Joseph d'Hédouville ;
- Jean Joseph Ange d'Hautpoul ;
- Pierre Benoît Soult ;
- René Prioux ;
- Léopold Niel (1846-1918), général de brigade (1897), capitaine au 6e RC en 1875
- Henri Chas (1900-1945), résistant français, Compagnon de la Libération.

### Sources et bibliographie
- Roland Jehan et Jean-Philippe Lecce, Encyclopédie des insignes de l'Arme Blindée Cavalerie, tome II, Les chasseurs à cheval, Cheminements Éditions, 2008  (ISBN 978-2-84478-708-8)
- Page "Bibliothèque" sur le site de l'Union Nationale de l'Arme Blindée Cavalerie Chars (unabcc.free.fr).
- Historique du 6e régiment de chasseurs à cheval : pendant la guerre de 1914-1919 contre l'Allemagne, Nancy, impr. de Berger-Levrault, 51 p., lire en ligne sur Gallica.